# FSV Lokomotive Dresden
FSV Lokomotive Dresden is een Duitse voetbalclub uit Dresden, Saksen. De club speelde 18 jaar in de DDR-Liga en bestond van 1966 tot 1990 en werd in 2009 heropgericht.

## Geschiedenis
FSV Lok was een product van de sportpolitiek in de DDR. In 1965 werd besloten om het niveau van het voetbal te verbeteren door de voetbalafdelingen van de sportclubs zelfstandig te maken. In Dresden had SC Einheit Dresden een voetbalafdeling die van 1954 tot 1962 in de DDR-Oberliga gespeeld had. Met SG Dynamo Dresden speelde er al een club uit Dresden in de Oberliga. Geen van beide clubs werd een FC. Enerzijds wilde staatssecretaris van de Stasi, Erich Mielke, niet dat er naast Berliner FC Dynamo een tweede FC kwam uit de SV Dynamo en langs de andere kant dachten de DDR-sportverantwoordelijken niet dat SC Einheit het potentieel had voor een FC. Dynamo Dresden werd het zwaartepunt voor voetbal in Dresden en de beste spelers gingen naar deze club.
Op 12 januari 1966 werden de zestien voetbalelftallen van SC Einheit Dresden dan zelfstandig onder de naam FSV Lokomotive Dresden. De club werd geen onderdeel van een BSG en werd gesteund door de Deutsche Reichsbahn. Ook de Hochschule für Verkehrswesen steunde de club. De afkorting FSV werd echter niet overal even goed onthaald omdat het op het West-Duitse Fußballsportverein leek en daardoor werd de club openlijk meestal niet FSV Lok genoemd. In die tijd speelde in de Bezirksliga ook de club BSG Lokomotive Dresden.
De club eindigde in de DDR-Liga in de middenmoot en kon niet op de toeschouwersaantallen van SC Einheit rekenen en speelde in een kleiner stadion van 3000 toeschouwers. Enkel voor derby's werd uitgeweken naar een groter stadion. Nadat de DDR-Liga in 1971 werd uitgebreid van twee naar vijf reeksen met twaalf clubs eindigde de club vaker op een hogere plaats. In 1978 werd de club kampioen en plaatste zich voor de promotieronde naar de DDR-Oberliga, maar werd laatste. De volgende seizoenen eindigde de club met wisselend succes in de subtop of lagere middenmoot. In 1984 werd de DDR-Liga teruggebracht van vijf naar twee reeksen. De achtste plaats van Lok was niet goed genoeg om het behoud te verzekeren. De club degradeerde naar de Bezirksliga waar ze tot 1990 speelden.
Na de Duitse hereniging stond de Reichsbahn niet meer in voor de club en moesten ze op zoek naar een andere organisatiestructuur. Op 1 juli sloten ze zich bij het heropgerichte Dresdner SC aan.
Op 27 februari 2009 werd de club heropgericht. De club begon aan de competitie in 2009/10 met Udo Haensel als trainer, die in de jaren zeventig al speelde voor Lokomotive.

## Bekende (oud-)spelers
- Frank Ganzera